# Iriartella stenocarpa
Iriartella stenocarpa (paxiubinha) é uma espécie botânica pertencente à família Arecaceae.